# Glossophaga longirostris
Espèce
Répartition géographique
Statut de conservation UICN

 LC  : Préoccupation mineure
Glossophaga longirostris est une espèce sud-américaine de chauves-souris de la famille des Phyllostomidae.

## Description
Glossophaga longirostris a une longueur de la tête et du corps comprise entre 52 et 80 mm, la longueur de l'avant-bras entre 35 et 41,4 mm, la longueur de la queue entre 4 et 18 mm, la longueur du pied entre 8,5 et 15 mm, la longueur des oreilles entre 11 et 20 mm et un poids allant jusqu'à 16 g. C'est la plus grande espèce du genre. Les sept sous-espèces diffèrent par leur taille et leurs proportions. Les femelles sont en moyenne légèrement plus grandes que les mâles (longueur totale femelles : 58 à 80 mm, mâles : 52 à 75 mm), mais pèsent en moyenne moins (femelles : 12,8 g, mâles : 13,3 g).
Les parties dorsales varient du brun au brun noirâtre, tandis que les parties ventrales varient du jaune brunâtre au brun grisâtre. Elle mue chaque année entre juin et novembre. Comme chez la plupart des chauves-souris, un albinisme partiel peut survenir, qui se manifeste par des taches blanches réparties de manière aléatoire dans la fourrure par ailleurs de couleur uniforme.
Glossophaga longirostris a un neurocrâne d'une longueur équivalente à son museau, tandis que d'autres membres du genre ont un museau plus court par rapport au neurocrâne. Le museau est allongé, avec une petite feuille nasale lancéolée et avec la partie antérieure fusionnée à la lèvre supérieure, qui a à peu près la même longueur que la lèvre inférieure. Comme les autres membres du genre, Glossophaga longirostris possède une longue langue avec des papilles hérissées à l'extrémité. Sur le menton se trouve un sillon longitudinal entouré de coussinets charnus aux bords dentelés. Les oreilles sont petites, triangulaires et bien séparées les unes des autres. Les ailes sont fixées en arrière sur les chevilles. La queue est relativement courte et entièrement incluse dans la membrane interfémorale.
Elle possède deux épiphyses : l'épiphyse profonde peut être volumineuse tandis que l'épiphyse superficielle est très réduite.
Le caryotype est 2n=32 FNa=60.

## Répartition
Glossophaga longirostris est présente dans le centre-nord de l’Amérique du Sud et dans certaines des îles les plus méridionales des Caraïbes.
Elle vit dans les forêts sèches d'épineux, les forêts de feuillus et sempervirentes et les savanes.

## Taxonomie
Glossophaga longirostris est décrite comme une nouvelle espèce en 1898 par le zoologiste américain Gerrit Smith Miller, Jr. L'holotype avait été collecté dans la Sierra Nevada de Santa Marta en Colombie par Wilmot W. Brown, Jr.

### Liste des sous-espèces
Sept sous-espèces ont été reconnues :
- G.l.longirostris : nord de la Colombie et nord-ouest du Venezuela[3] ;
- G.l.campestris Webster & Handley, 1986 : centre et l'est du Venezuela, sud de Guyana et nord de l'État brésilien de Roraima[3] ;
- G.l.elongata Miller, 1900 : Aruba, Bonaire, Curaçao[3] ;
- G.l.major Goodwin, 1958 : Île de Trinidad, Venezuela centre-nord et centre, Isla Margarita et le centre-est de la Colombie[3] ;
- G.l.maricelae Soriano, Fariñas et Naranjo, 2000 : État vénézuélien de Mérida[3] ;
- G.l.reclusa Webster & Handley, 19,86 : Valle Magdalena, dans le centre de la Colombie[3] ;
- G.l.rostrata Miller, 1913 : îles de Tobago, Saint-Vincent-et-les Grenadines et Grenade[3].

## Comportement

### Habitation
Glossophaga longirostris se réfugie pendant la journée en petits groupes allant jusqu'à vingt individus dans des grottes, des tunnels, des canaux d'irrigation, des crevasses rocheuses, des cavités d'arbres et dans des bâtiments. Les femelles vivent pendant la période de naissance des jeunes dans des colonies plus grandes, séparées des mâles et pouvant compter quelques centaines de membres.
Elle partage occasionnellement des lieux suspendus avec d'autres espèces de chauves-souris telles que Peropteryx kappleri, Saccopteryx bilineata, Glossophaga soricina, Peropteryx macrotis, Carollia perspicillata, Diphylla ecaudata, Myotis nigricans, Myotis keaysi et Desmodus rotundus.

### Alimentation
Elle se nourrit de fruits, de pollen, de nectar d'espèces de cactus et de Moracées, parfois des insectes. Elle cherche seule de la nourriture pendant la nuit.

### Reproduction
La femelle donne naissance à un petit à la fois deux fois par an après une période de gestation d'environ trois mois. Des femelles gravides ont été observées de décembre à avril et de juin à octobre, tandis que des femelles en lactation ont été observées tous les mois de l'année sauf février. Le moment de la naissance est synchronisé au niveau régional avec la saison des pluies et la présence de fruits et de fleurs de divers cactus et mûriers.